# 中心つき四角数
中心つき四角数（ちゅうしんつきしかくすう、英: Centered square number）とは中心つき多角数の一種で、正方形の形に点を下図のように並べたとき、図に含まれる点の総数にあたる自然数である。中心つき四角数は無数にあり、そのなかでは1が最も小さい。
|                           |  |                           |  |                            |  |                            |
| {\displaystyle C_{4,1}=1} |  | {\displaystyle C_{4,2}=5} |  | {\displaystyle C_{4,3}=13} |  | {\displaystyle C_{4,4}=25} |

n番目の中心つき四角数は以下の式によって表すことができる。
{\displaystyle C_{4,n}=n^{2}+(n-1)^{2}=2n^{2}-2n+1}
中心つき四角数を小さいものから列挙すると次のようになる。
1, 5, 13, 25, 41, 61, 85, 113, 145, 181, 221, 265, 313, 365, 421, 481, 545, 613, 685, 761, 841, 925, 1013, …（オンライン整数列大辞典の数列 A001844）
このうち素数は次の通り。
5, 13, 41, 61, 113, 181, 313, 421, 613, 761, 1013, 1201, 1301, …（オンライン整数列大辞典の数列 A027862）